# NGC 1896
NGC 1896 est un groupe d'étoiles situé dans la constellation du Cocher. L'astronome germano-britannique William Herschel a enregistré la position de ce groupe d'étoiles le 17 janvier 1784.